# Discrimination positive
 (août 2009).
Si vous disposez d'ouvrages ou d'articles de référence ou si vous connaissez des sites web de qualité traitant du thème abordé ici, merci de compléter l'article en donnant les références utiles à sa vérifiabilité et en les liant à la section « Notes et références ».
La discrimination positive (terme considéré comme impropre par le GDT) ou action positive ou dédiscrimination ou mesures correctrices d'inégalités est le fait de « favoriser certains groupes de personnes victimes de discriminations systématiques » (voire systémiques) de façon temporaire, en vue de rétablir l'égalité des chances. Les discriminations contre lesquelles il s'agirait de lutter, et qui entraînent un traitement inégalitaire, peuvent être de nature raciales ou être fondées sur le sexe, la religion, l'âge, le handicap ou encore le statut social. Son application entraîne des débats : revendications de mesures analogues de la part d'autres groupes discriminés pouvant exprimer un sentiment d'injustice, caractère légal ou constitutionnel des mesures mises en œuvre, contradiction entre égalité des chances et égalité devant la loi, ou existence éventuelle d'effets pervers de telles politiques, ses opposants parlant de mesures stigmatisantes,.

## Historique
La discrimination positive est créée aux États-Unis à la fin des années 1960, non seulement en faveur des descendants d'esclaves, mais aussi pour tous les citoyens discriminés du fait de leur sexe ou de leur origine ethnique. Les trois domaines d'application du dispositif sont l'emploi, l'attribution de marchés publics et l'admission dans les établissements d'enseignement supérieur sélectif.
Le premier à utiliser l'expression « affirmative action » est le président américain John Fitzgerald Kennedy ; elle est ensuite reprise par son ex vice-président et successeur, Lyndon B. Johnson. Leur idée est que, malgré la promulgation des lois en faveur de l'égalité, les Afro-Américains resteraient en retard par rapport au reste de la population américaine. Le but était de faire en sorte que les Noirs soient davantage représentés dans les emplois qualifiés, les universités, les médias, etc.
Dès les années 1960, des emplois préférentiels sont mis en place. Cependant, il ne s'agit en aucun cas d'une politique de quotas : en 2003, la Cour suprême condamne le principe des quotas comme étant contraire à l'égalité devant la loi et à la libre concurrence. Les résultats aux États-Unis sont contrastés : en 1960, 13 % des Noirs appartenaient aux classes moyennes, ils sont 66 % en 2000 ; cependant, des études récentes montrent aussi que les Noirs sont cinq fois moins riches que les Blancs en moyenne et que cet écart s'est creusé au cours du dernier quart de siècle.
Ce type de politique est également appliqué en Europe ensuite, notamment en France à partir du début du XXIe siècle : depuis l'année scolaire 2000–2001, des conventions entre des établissements en zone d'éducation prioritaire (ZEP) et l'Institut d'études politiques de Paris permettent à des lycéens issus des cités défavorisées d'intégrer l'institut sans avoir à passer le concours commun.

## Débats

### Sur la représentation dans la société
Pendant longtemps, la hiérarchie sociale a été relativisée, car considérée comme nécessaire à l'ordre social. Puis, progressivement impulsé par mouvement des Lumières, les inégalités furent considérées comme injustes. Les Lumières vont ainsi rompre avec l'ancienne vision des inégalités pour fonder un nouveau projet égalitaire. Ainsi, les inégalités héritées de la révolution industrielle nous apparaissent aujourd'hui comme injustes.[réf. nécessaire]
Pour certains[Qui ?], une politique de discrimination positive est justifiée, car elle serait à même d'égaliser la façon dont la légitimité d'un groupe ou d'un autre à occuper n'importe quel poste ou niveau social est perçue, et donc de mettre fin à long terme aux préjugés qui entretiennent l'exclusion sociale. Ils soulignent que ces lois sont un moyen, qu'elles sont donc éphémères et ne font pas partie des lois de la société idéale.
D'autres[Qui ?] critiquent ces mesures, qu'ils jugent stigmatisantes envers les catégories qu'elles entendent promouvoir et donc inefficaces pour mettre fin aux préjugés, et discriminatoires envers le groupe considéré comme dominant et qui se retrouve défavorisé par les mesures de discrimination.
Certaines de ces critiques au XXIe siècle peuvent ne pas aller à la discrimination positive elle-même, mais aux acteurs possibles de la mise en place de nouvelles politiques et mesures atténuantes. Comme arguments, ils pourraient considérer leur action soit trop agressive ou hors contexte, pouvant accepter déjà favorablement certains des modèles d'intégration en place au sein de la culture dite majoritaire. Pour eux, il semblerait que la polarisation excessive et sans nuances des débats entraînerait d'autres tensions sociales jugées non nécessaires voire nuisibles à l'acceptabilité des projets. Ainsi, ils considèreraient peut-être l'opposition systématique comme une menace potentielle et peu encline aux alliances et échanges socio et ethno-culturels.[réf. nécessaire]
Favorable aux politiques de discrimination positive, le sociologue Éric Fassin voit les problèmes soulevés par ces critiques comme un mal moindre que les discriminations elles-mêmes.

### Sur l'accès à l'emploi
Selon les partisans de la « discrimination positive », le chômage et la précarité d'une partie de la population issue des minorités visibles constituent un terreau fertile à la décomposition de la société et au communautarisme.
Selon les adversaires de la « discrimination positive », le chômage actuel frappe également les Français non issus de minorités, parmi lesquels de nombreux diplômés de qualité ne trouvent aucun débouché. Il n'est donc pas étonnant que les étrangers ou Français issus de minorités éprouvent, eux aussi, des difficultés.

## Une expression contestée
Si certains y voient un exemple du politiquement correct, le mot « discrimination » conserve cependant une connotation extrêmement négative[réf. nécessaire]. D'autres personnes estiment que l'expression « action positive », traduction littérale de l'expression américaine « affirmative action », devrait plutôt être employée.

## Critères de discrimination

### Discrimination socio-économique
Les principes de justice sociale peuvent conduire à une réorientation des prestations publiques vers les plus nécessiteux. Il s'agit donc de mieux différencier les bénéficiaires de l'État-providence pour répartir convenablement la richesse.
Il existe également une discrimination territoriale. Il s'agit par exemple dans le domaine de l'éducation des réseaux ambition réussite et des réseaux de réussite scolaire (RAR, RRS / les termes ZEP et RER ont disparu depuis 2006) en France ou des education action zone (EAZ) au Royaume-Uni.

### Discrimination biologique, culturelle ou raciale
Il ne s'agit plus ici de prendre en compte directement les inégalités socio-économiques, mais de les compenser en aval en fonction d'autres critères considérés comme les causes de ces inégalités par le législateur. Lorsque ces critères font référence à des communautés (ethniques par exemple) ou à des genres, la discrimination positive suscite des réticences. Cela est surtout vrai dans un pays comme la France, où une telle politique heurte la tradition républicaine d'égalité des citoyens. Cependant, les lois françaises de « parité » relèvent déjà d'une politique de discrimination positive.
Aux États-Unis, où l'appartenance raciale est davantage considérée pour des raisons historiques[réf. nécessaire], les réticences sont moindres ; néanmoins, les politiques de discrimination positive fondées sur des quotas ethniques formels sont partiellement interdites par la Cour suprême américaine en 1978 (jugement Bakke), interdiction précisée en 2003, au nom de l'égalité devant la loi et la libre concurrence. Cette interdiction au nom de la neutralité s'est accompagnée d'une aggravation des inégalités. Ce phénomène est théorisé par Eduardo Bonilla-Silva dans son ouvrage Racism without Racists, sorti en 2003.

## Étude pratique de la discrimination positive

### Modalités de mise en œuvre
- quotas ;
- actions de formation ou d'émulation spécifiques en faveur de publics identifiés ;
- assouplissement de critères de sélection appliqués à un public-cible.

### Impact sur la population favorisée par la discrimination positive

#### Impacts positifs
- La discrimination en matière d'éducation :

En Angleterre, l'action a surtout été menée en matière d'éducation. En réservant des quotas d'inscription universitaire à une certaine catégorie de population, on lui permet de mieux s'instruire[réf. nécessaire]. L'instruction étant la base de la création d'un meilleur avenir et de l'insertion dans la société. Ces populations ont donc plus confiance dans l'avenir.[réf. nécessaire]
- La discrimination dans l'emploi :

La création de quotas à l'embauche permettrait à cette catégorie de se créer une place sur le marché du travail. De plus, elle permettrait de lutter contre la théorie qui veut que les capacités dans le travail soient liées au groupe d'appartenance. Elle permettrait aussi d'assurer une certaine visibilité à ces groupes et peut-être d'aider à changer les mentalités.
- La discrimination en matière fiscale :

L'action fiscale est pour l'instant le moyen privilégié par l'État français. Il permet de rendre plus rentable l'emploi des catégories défavorisées. L'employeur rationnel, qui cherche à maximiser les profits est donc encouragé à embaucher ces catégories.
- La discrimination en matière politique :

En Inde, 24,5 % des postes dans la fonction publique, les collèges et les universités sont réservés aux Intouchables. Cela leur a donné un poids politique du fait de leur nombre. Ainsi, en Uttar Pradesh, le Bahujan Samaj Party, le parti politique des intouchables, est parvenu au pouvoir et s'y est maintenu un an et demi, permettant l'intégration de hauts fonctionnaires intouchables dans l'administration de l'État.

#### Impacts négatifs
- La discrimination en matière d'éducation :

La discrimination en matière d'éducation dévalorise les diplômes obtenus, leur prestige n'est plus le même[réf. nécessaire]. Leur valeur diminue également pour les entreprises, qui peuvent avoir tendance à rejeter plus encore les personnes membres d'un groupe « discriminé positivement », y compris ceux ayant obtenu le diplôme sans cette aide[réf. nécessaire]. Mathieu Laine rapporte ainsi dans son livre La grande nurserie l'exemple de Stefen L. Parker, étudiant en droit qui postula en 1980 à Harvard et fut recalé puis reçut quelques jours après une lettre de Harvard disant : « Nous ne savions pas que vous étiez noir et nous serions en réalité ravis de vous recevoir parmi nous ». Pour Laine, « le soupçon [sur les qualifications] est l'odieux corollaire des politiques de discrimination positive ». De plus, le risque d'échec est plus élevé[réf. nécessaire]. La discrimination positive oblige les établissements supérieurs à recruter à un niveau inférieur dans la population en difficulté, et empêche des étudiants méritants d'avoir accès à certaines filières, parce qu'ils ne font pas partie des personnes bénéficiant de la discrimination[réf. nécessaire].
- La discrimination dans l'emploi :

Les quotas d'employés n'empêchent pas la continuation d'une discrimination à l'intérieur de l'entreprise. Il existe toujours des entreprises qui payent leurs employés différemment en fonction de critères arbitraires, et les quotas n'ont rien changé à cette situation. Ces derniers peuvent aussi avoir un effet moral dévalorisant, en laissant croire que certaines personnes ont pu obtenir leur emploi par l'effet protecteur de la discrimination positive et non par leurs compétences personnelles, tout comme d'autres postulants de valeur pourraient penser qu'ils n'ont pu être embauchés à cause de la discrimination positive.
- La discrimination en matière fiscale :

L'incitation fiscale positive ou négative à certaines activités n'a jamais prouvé de véritables bénéfices proportionnels au sacrifice[réf. nécessaire]. L'encouragement fiscal (par exemple, zone franche) peut créer des attitudes d'opportunisme, néfaste à la population locale. Les entreprises se promenant là où les déductions les portent. Les populations se retrouvent donc obligées de subventionner leur propre activité. La discrimination fiscale peut même avoir un impact négatif contraire au but recherché[réf. nécessaire].
- La discrimination en matière d'intégration :

Les bénéficiaires de mesures de discriminations positives peuvent être vus comme des profiteurs qui n'obtiennent certaines choses que par le fait d'appartenir à un groupe (souvent ethnique ou religieux), en particulier de la part des non-bénéficiaires[réf. nécessaire].
La discrimination positive d'un groupe de personnes étant forcément la discrimination négative des autres personnes, les relations entre les deux groupes peuvent se détériorer, surtout si la discrimination en question donne l'impression de favoriser dans les faits un groupe ethnique ou religieux particulier. Thomas Sowell, économiste noir américain opposé à la discrimination positive, a été un des premiers à développer ces thèmes dans son livre Race and Economics.
- Moindre volonté de s'en sortir :

Pour Sowell, l'affirmative action encourage la facilité et incite les populations discriminées positivement à se reposer sur ces quotas. C'est, selon Sowell, ce qui explique au moins en partie que les Portoricains, discriminés positivement, s'en soient moins bien sortis que les autres immigrés sud américains non aidés. Sowell donne également l'exemple des Irlandais, qui, sans quotas et grâce à la « liberté de travail », ont rattrapé les autres communautés, au point de donner un président aux États-Unis.
- Encouragement des communautarismes :

La discrimination positive est accusée de nourrir les communautarismes en caractérisant les gens par leur appartenance à une catégorie[réf. nécessaire]. Ainsi, pour Joseph Macé-Scaron dans La tentation communautaire, le piège communautaire consiste à passer du « droit à la différence à des droits différents ».
- Des mesures temporaires qui deviennent permanentes :

Thomas Sowell, l'auteur d' Affirmative Action around the World, observe que bien que les politiques d'action positive soient généralement introduites comme des mesures temporaires destinées à des groupes restreints, leur portée s'élargit souvent à mesure que de nouveaux groupes exigent des privilèges et deviennent permanentes. En 1949, la constitution indienne stipulait que les quotas devaient être supprimés progressivement dans dix ans. Aujourd'hui, plus de 60 % de la population est éligible. Plus de 95 % des Sud-Africains sont couverts par des préférences quelconques.

### Impact sur la population non-favorisée par la discrimination positive

#### Impacts positifs
- La discrimination en matière d'éducation :

La mixité est plus grande, l'apprentissage est donc plus enrichissant pour tous les élèves[réf. nécessaire]. L'école reste/devient un lieu d'échanges et de réflexion où les élèves apprennent le mélange qui est gommé par nos sociétés (cartes scolaires, zones résidentielles pour riches, etc.)[réf. nécessaire].
Ce point est cependant sujet à caution (jamais démontré ; les ZEP, où la diversité est réelle, sont pourtant fuies par les parents).
- La discrimination en matière fiscale :

Des activités qui seraient autrement considérées non rentables se développent et d'autres réprouvées par la société diminuent[réf. nécessaire].

#### Impacts négatifs
- La discrimination en matière d'éducation :

Les non-favorisés peuvent se voir refuser des places, car n'étant pas membres d'un groupe favorisé par ces mesures.
- La discrimination dans l'emploi :

Les non-favorisés peuvent se voir refuser des emplois parce que n'étant pas membres d'un groupe favorisé par ces mesures quoique pouvant avoir des qualifications supérieures aux individus des minorités favorisées (affaire Allan Bakke en Californie).
- La discrimination en matière fiscale :

Les impôts sont plus importants, car ces mesures demandent des moyens.
- Sentiment de frustration :

Les personnes non-favorisées peuvent ressentir un sentiment d'injustice et d'oppression et vouloir se venger par la suite, ce qui est un cercle vicieux.
- Problème de logique :

La discrimination positive basée sur la couleur de peau favorisera un Noir riche et non un Blanc pauvre. Ce qui ne correspond pas à la logique de faveur envers les classes populaires.

## Les réactions politiques
Selon les cas, en particulier l'orientation du moment des divers hommes et partis politiques, plusieurs avis principaux se dégagent :
- c'est une inégalité formelle destinée à corriger une inégalité de fait ;
- c'est une mesure raciste destinée à avantager de fait certains groupes ethniques ou raciaux, puisque de toute manière, même la discrimination positive basée sur des zones géographiques recoupe des zones possédant une majorité ethnico-religieuse ;
- ceux qui considèrent que c'est traiter les populations visées comme inférieures et incapables de s'en sortir par elles-mêmes. C'est la position d'Élisabeth Badinter sur la parité ou de certains noirs américains sur la discrimination positive ;
- c'est une mesure nécessairement partielle (voire partiale) car il n'est pas possible de traiter équitablement les intérêts de toutes les catégories socialement défavorisées (handicapés, femmes, seniors, jeunes, minorités ethniques, etc.), de sorte qu'un choix politique doit être fait au bénéfice de certaines d'entre elles seulement.

## Applications de la politique dans le monde

### L'affirmative actionaux États-Unis

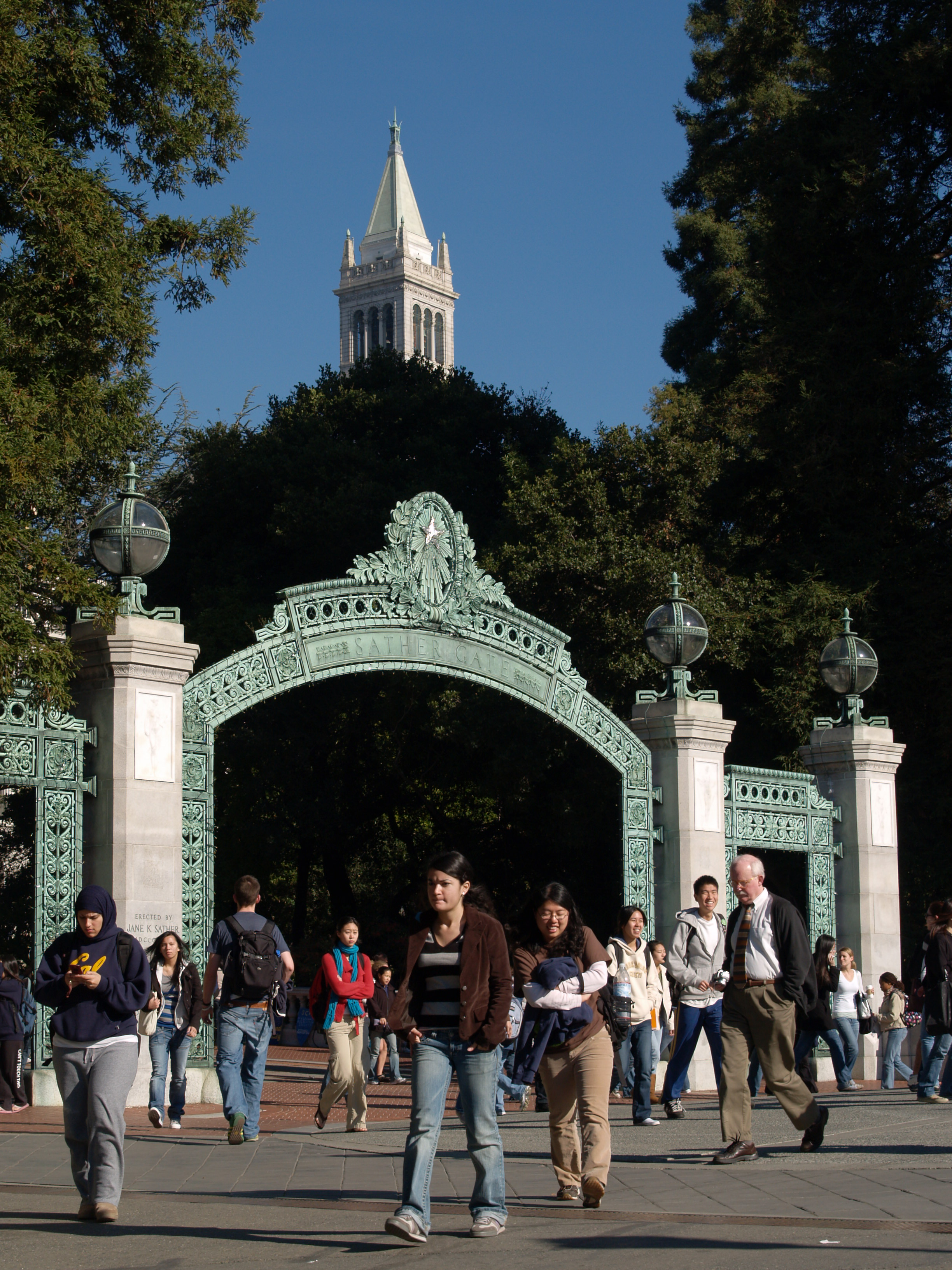
Université de Californie, entrée du campus de Berkeley.

Aux États-Unis, l'affirmative action est surtout appliquée à l'embauche ou aux inscriptions dans différents programmes d'études tertiaires depuis les années 1960. Elle a été mise en place après une période de troubles sociaux et d'émeutes raciales. Les employeurs et les universités ont souvent une politique favorisant les candidats noirs, les hispaniques, ceux du sexe féminin ou ceux de quartiers pauvres. En Californie et dans l'État de New York, les immigrants, qu'ils soient en situation régulière ou irrégulière, sont les bénéficiaires de cette politique[réf. nécessaire].
Néanmoins, la discrimination positive a été remise en cause dès la fin des années 1970. En 1978, la Cour suprême des États-Unis condamne les quotas de la faculté de médecine de l'Université de Californie par l'arrêt Bakke. En 1996, un référendum d'initiative populaire met fin à la discrimination positive dans les universités publiques en Californie (Proposition 209), puis en Floride (2000), dans l'État de Washington, au Michigan et au Nebraska.
Dès les années 1990, le Parti républicain a cherché à exploiter le sentiment d'injustice que pouvaient ressentir les Blancs pauvres tenus à l'écart de certaines mesures de discrimination positive : « Vous aviez besoin de cet emploi et vous étiez le plus qualifié. Mais ils l’ont offert à une personne de couleur en raison d’un quota racial. Est-ce vraiment juste ? », interroge ainsi un spot électoral du parti lors de la campagne législative de 1990.
Entre le milieu des années 1990 et 2003, la discrimination positive a été supprimée dans les universités du Texas, du Mississippi et de la Louisiane. Le 28 juin 2007, la Cour suprême interdit la discrimination positive à l'entrée des écoles publiques américaines, à cinq voix contre quatre. La décision de la Cour dispose que « la recherche par les écoles d'un objectif estimable ne veut pas dire qu'elles sont libres d'effectuer une discrimination sur la base de la race pour l'atteindre ». Désormais, le critère ethnique n'est qu'un élément positif parmi d'autres lors de l'examen des dossiers d'inscription dans les universités américaines.
Daniel Sabbagh, spécialiste de la discrimination positive et directeur de recherche au Centre de recherches internationales (CERI), considère que les politiques de discrimination positive américaines sont efficaces à court terme et permettent aux étudiants issus des minorités ethniques d'être plus nombreux dans les universités. Avec la croissance démographique des groupes minoritaires, les différences raciales ou ethniques s'effacent, « Certains experts parient donc sur la disparition de l'affirmative action d'ici à 2043 et le retour d'un débat plus économique sur les inégalités sociales ».
Dans son ouvrage analysant les résultats des politiques de discrimination positive, Walter Benn Michaels montre que l'affirmative action est devenue le nouveau gauchisme des classes supérieures et l'un des programmes clés des néolibéraux, tout en servant à masquer l'accroissement réel de l'inégalité économique entre les plus hauts et les plus bas revenus.
Les débats sont toujours d'actualité en 2014, et la proportion de jeunes blancs opposés aux mesures de discrimination positive est croissante, 58 % de ceux âgés entre 18 et 24 ans s'y opposant en 2012. Devant ces oppositions, certains gens de gauche militent pour des mesures fondées sur des critères sociaux plutôt que sur des critères ethniques.
Les universités américaines prestigieuses favorisent les candidats dont l'un des parents a lui-même effectué ses études dans l'établissement. Pour Richard D. Kahlenberg, chercheur à la Century Foundation, il s'agirait d'une forme de discrimination positive en faveur des riches.
Le 29 juin 2023, la Cour Suprême des États-Unis reconnait que la discrimination positive est avant tout une discrimination et la juge contraire à la constitution du pays.

### En Allemagne
En 2020, après avoir constaté une régression du nombre de femmes présentes dans les comités de direction des entreprises cotées en bourse sur le Dax, l'Allemagne met en place un quota minimum, et interdit que de tels comités puissent être exclusivement masculins.

### Au Brésil
Le Brésil pratique la discrimination positive dans l'enseignement supérieur depuis 1995, à la suite des mesures prises par le président Fernando Henrique Cardoso. Luiz Inacio Lula da Silva a repris et approfondi cette politique et, depuis 2000, une cinquantaine d'universités brésiliennes ont adopté un système qui accorde un bonus à l'examen d'entrée, le vestibular, aux plus défavorisés ainsi qu'aux Noirs et aux Métis. En novembre 2008, les députés ont voté un projet de loi réservant la moitié des places dans les universités publiques fédérales aux élèves issus des lycées publics où se concentrent les plus pauvres.

### Au Canada
L'article de la Charte canadienne des droits et libertés relative à l'égalité autorise explicitement les lois de discrimination positive, bien que la Charte n'exige pas que les lois accordent un traitement préférentiel. L'alinéa 2 de l'article 15 stipule que les dispositions relatives à l’égalité n’ont pas pour effet « d’interdire les lois, programmes ou activités destinés à améliorer la situation d’individus ou de groupes défavorisés, notamment du fait de leur race, de leur origine nationale ou ethnique, de leur couleur, de leur religion, de leur sexe, de leur âge ou de leurs déficiences mentales ou physiques ».
La Loi sur l'équité en matière d'emploi oblige aux employeurs des industries réglementées par le gouvernement fédéral à accorder un traitement préférentiel à quatre groupes désignés : les femmes, les personnes handicapées, les peuples autochtones et les minorités visibles. Moins du tiers des universités canadiennes offrent des conditions d'admission alternatives pour les étudiants d'origine autochtone. Certaines provinces et certains territoires ont également des politiques de discrimination positive. Par exemple, dans les Territoires du Nord-Ouest, dans le nord canadien, les autochtones ont la préférence pour des emplois et des études et sont considérés comme ayant le statut P1. Les non-Autochtones qui y sont nés ou y ont vécu la moitié de leur vie y sont considérés comme des P2, de même que les femmes et les personnes handicapées[réf. nécessaire].

### En France
Une discrimination positive au bénéfice des travailleurs handicapés existe en France depuis plusieurs années. Elle s'applique dans le domaine de l'emploi, par exemple, à travers le dispositif mis en place par la loi du 10 juillet 1987, qui impose à l'ensemble des employeurs privés et, depuis 2005, aux administrations de l'État et aux établissements publics à caractère scientifique, technologique ou culturel, une obligation d'emploi égale à 6 % de l’effectif salarié.
En 1990, le ministre de la Défense français Jean-Pierre Chevènement publie une directive pour favoriser l'accès des JFOM (jeunes Français d'origine maghrébine) aux permis de conduire et aux grades supérieurs au détriment des non-JFOM. D'après Frédéric Jonnet (chef du bureau égalité des chances au ministère de la défense) , cette mesure ne fut pas appliquée, à la suite de l'article du lieutenant Jean-Pierre Steinhofer dans Armées d'Aujourd'hui (« Beur ou ordinaire »). Frédéric Jonnet écrit : « L'article fit du bruit, si bien que l'armée profita d'un changement administratif anodin pour "oublier" d'actualiser la directive, et donc de ne pas avoir à l'appliquer ».
La discrimination positive s'applique aux personnes en situation de handicap et aux femmes : les Françaises subissant en effet des différences de traitement dans le monde de l'emploi (salaires, conditions d'avancement) et en politique, plusieurs lois ont été votées pour favoriser l'égalité de droit. La loi sur la parité de 2000 impose aux partis politiques de proposer 50 % de candidates.
À partir de 2001, l'Institut d'études politiques de Paris (IEP) a été l'un des premiers établissements à mettre en place un programme de discrimination positive en France, les Conventions éducation prioritaire (CEP), lancées par le directeur Richard Descoings et placées sous la responsabilité de Cyril Delhay. Une procédure spéciale d'admission pour des lycéens venant d'une Zone d'éducation prioritaire a été instaurée ; ils sont dispensés de concours d'entrée et sont recrutés sur dossier et sur entretien. Ils bénéficient ensuite de la formation normale des étudiants de l'IEP, qui leur permet notamment d'occuper des postes au sein de la haute fonction publique. En 2002, l'École supérieure des sciences économiques et commerciales a lancé le programme "Une grande école, pourquoi pas moi ?". Depuis 2005, le lycée Henri-IV réserve une classe préparatoire aux études supérieures aux lycéens boursiers.
Toutefois, comme le montre Simon Wuhl, il existe un modèle français de discrimination positive qui s'est développée au sein des politiques sociales depuis le début des années 1980, dans les domaines, par exemple, des politiques de l'emploi et de la formation, des politiques de la ville, des zones d'éducation prioritaire ou de l'économie territoriale. Dans ces domaines, la démarche française comporte trois différences importantes comparée à l'affirmative action américaine dans sa version originaire : premièrement, il s’agit d’actions à caractère plus ou moins expérimentales et non de procédures pérennes inscrites dans le droit constitutionnel ; deuxièmement, les critères de sélection des bénéficiaires sont d’ordre exclusivement socio-économique ; troisièmement, la démarche française est beaucoup moins contraignante que la démarche américaine puisqu'elle ne fait l'objet que d’une obligation de moyen et non d’une obligation de résultat juridiquement sanctionnée.
Contrairement aux États-Unis, les politiques françaises en matière d'éducation et d'accès à l'emploi ne passent pas par des mesures à caractère ethnique, mais par des mesures territoriales : cas des zones d'éducation prioritaires ou des quartiers prioritaires, où il s'agit grâce à l'aide d'exonérations fiscales d'inciter à l'établissement d'entreprises pourvoyeuses d'emploi dans des zones économiquement sinistrées.
En 2007, Lotfi Bel Hadj, président de l'Observatoire économique des banlieues affirme dans son ouvrage Trop Français ou Français de trop que « la discrimination positive est un concept d'inspiration raciste [et] qu'un tel système attise les tensions raciales et qu'il constituerait un point de rupture avec notre histoire »,.
Le thème de la discrimination positive a été porté dans la perspective de l'élection présidentielle de 2007 par Nicolas Sarkozy. Dans un premier temps, le président de l'UMP n'excluait pas une discrimination positive basée sur la couleur de peau : « Les administrations sont obligées par la loi d'avoir 6 % de leurs collaborateurs avec un handicap. Qu'est-ce que c'est, sinon un quota ? J'aimerais qu'on me dise pourquoi il serait normal de faire de la discrimination positive pour les femmes ou les handicapés, et pourquoi ce serait anormal pour les compatriotes de couleur » (Le Parisien, 20 octobre 2006). Dans un deuxième temps, en revanche, il a clairement exclu une discrimination positive basée sur la couleur de peau : « Je refuse le communautarisme qui réduit l'homme à sa seule identité visible » (congrès de l'UMP, 14 janvier 2007). L'opposition à la mise en place d'une discrimination positive et de statistiques ethniques ou raciales reste vive comme en témoigne la pétition lancée par Jean-François Amadieu et Patrick Weil en 2007.
Les nombreux rapports français sur la question de la discrimination positive privilégient la mise en place de statistiques ethniques pour pouvoir évaluer correctement la situation, et l'amélioration de l'école publique française ; le respect véritable du principe d'égalité permettrait de corriger les problèmes tout en évitant la stigmatisation des personnes concernées et les doutes sur leurs compétences qui seraient entraînés par un accès différencié aux diplômes et aux emplois,.
En 2014, un sondage BVA montre que plus des deux tiers des Français rejettent le principe de la discrimination positive pour les personnes issues de l’immigration, 77 % des sondés estimant que c'est avant tout aux personnes d’origines étrangères elles-mêmes de s’intégrer.

### Au Royaume-Uni
La discrimination positive est interdite depuis une loi de 1976, mais les critères d'origines ethniques ou religieux peuvent tout de même être des éléments de choix dans le recrutement, grâce à une subtilité dans la loi. Des administrations comme les forces de police peuvent donner la préférence aux candidats non-blancs (aussi appelés « personnes issues de minorités visibles ») mais seulement à qualification égale.

### En Afrique du Sud
Le congrès national africain (ANC - Africain National Congress) prend le pouvoir en 1994. Confronté à une situation économique et sociale catastrophique en Afrique du Sud, il décide de s'attaquer aux inégalités et aux injustices héritées de l'apartheid. La principale mesure adoptée par le gouvernement est la loi sur « l'embauche équitable ». Elle a pour but de donner plus de place sur le marché du travail aux catégories de Sud-Africains, y compris les femmes et les handicapés, victimes de discriminations. Cependant, les séquelles de l'apartheid étant évidemment la priorité des pouvoirs publics, ce texte a presque exclusivement été utilisé en faveur des Noirs.

### En Inde
L'Inde dispose d'une constitution qui autorise depuis 1949 l’adoption de « dispositions spéciales » destinées à promouvoir le progrès socio-économique de trois types de groupes : d'abord les « castes répertoriées » (scheduled castes), les Dalits ; ensuite les membres des « tribus répertoriées » (« scheduled tribes »), les populations autochtones échappant complètement au système des castes ; enfin les « Autres castes arriérées » (« other backward castes »), les basses castes. Le système des castes, phénomène typiquement indien, reflète une stratification et une hiérarchisation ancrées. En effet, l'Inde est très attachée à sa culture, l'hindouisme et aux castes, considérés comme indissociables. Détruire le système des castes serait, pour beaucoup, détruire l'Inde, car la religion hindoue est un lien unificateur de la nation.
La discrimination positive est historiquement appliquée en Inde, sous la forme de réservation ou de quota pour les postes dans le gouvernement (art.16 de la Constitution), l'emploi ou l'éducation pour les castes inférieures et les minorités. La première attestation de cette politique date de la fin du XIXe siècle dans le Mysore, le Vadodara au sud de l'Inde et le Kolhapur à l'ouest. Ainsi l'Inde connaît depuis le XXe siècle un nombre grandissant de personnes de castes non privilégiées occuper des positions importantes dans la politique et dans les secteurs public ou privé.

### En Malaisie
Ce pays est peuplé de près de 60 % de Malais musulmans et de minorités indiennes et chinoises. Les autorités ont mis en place depuis plusieurs années une politique de discrimination positive, la Nouvelle politique économique, afin de favoriser la communauté malaise. Ces mesures sont actuellement contestées par certains partis d'opposition de la Malaisie. Elles ont aussi la particularité de privilégier la majorité de la population par rapport aux minorités ethniques, qui sont discriminées.

### En Tanzanie: sièges réservés
Alors que la Constitution prévoyait une égalité de droits entre homme et femmes en matière de participation politique à la gouvernance du pays, cette inégalité ne s'est pas concrétisée de façon naturelle au sein de l'Assemblée nationale. Un système de quotas sous forme de sièges réservés a progressivement été mis en place à partir de 1985,. L'objectif était de passer d'un quota initial de 10 % à celui de 50 % de femmes députées en 2015. Ces sièges sont pourvus aussi bien par des femmes élues que par des femmes désignées par les partis eux-mêmes, lorsque le nombre d'élues n'est pas suffisant, et ce, au prorata des sièges acquis par chaque parti. En 2012, sur les 123 sièges réservés, 21 étaient pourvus par élection, et 102 par désignation. Parmi les critiques adressées à ce système, figurent l'absence de réelle participation des femmes aux processus de décisions dans une société traditionnellement patriarcale, et malgré une déclinaison identique de ce système au niveau local, ainsi que des interrogations sur la transcription dans les décisions des avis émis par les députées. Au sein des partis, les femmes avaient traditionnellement un rôle de mobilisation des électeurs et de recrutement de fonds électoraux : la mise en place de systèmes de quotas ne s'est pas accompagnée d'actions au sein des partis visant à les présenter comme candidates. D'autre part, les processus de désignation manquent de transparence. Au sein même de l'Assemblée nationale, le rôle et la voix des membres désignées peuvent être contestés, comme en témoigne un incident ayant opposé un député masculin qui refusait à une membre désignée le droit moral de s'opposer à la proposition de budget, en l'absence d'élection et donc de représentativité.